# Phyllonorycter aemula
Phyllonorycter aemula là một loài bướm đêm thuộc họ Gracillariidae. Nó được tìm thấy ở miền bắc Ý và Áo.
Con trưởng thành bay từ tháng 4 đến đầu tháng 6 và again từ tháng 7 to đầu tháng 8 làm hai đợt.
Ấu trùng ăn Ostrya carpinifolia. Chúng cuộn lá làm tổ. They create a upper-surface tentifom mine, practically indistinguishable from the mine of Phyllonorycter coryli.